# Banuncias
Banuncias es una localidad del municipio de Chozas de Abajo, en la provincia de León, comunidad autónoma de Castilla y León (España).

## Geografía
Se encuentra al SE de Ardoncino; al E de Mozóndiga; al N de Fresnellino del Monte; al NO de Cillanueva.

## Demografía
| 2000 | 2001 | 2002 | 2003 | 2004 | 2005 | 2006 | 2007 | 2008 | 2009 | 2010 | 2011 |
| 209  | 210  | 206  | 203  | 191  | 206  | 196  | 199  | 194  | 192  | 182  | 189  |

## Patrimonio cultural
A unos 500 metros al oeste del núcleo urbano del pueblo, existió un monasterio en el cual se encontró uno de los primeros textos escritos en castellano.
Asimismo, en el territorio anteriormente perteneciente al pueblo de Conforcos, actualmente propiedad del término de banuncias, se encuentran los restos de una iglesia parroquial dedicada a San Miguel del año 1600.